# Interkosmos 21
Interkosmos 21 – kolejny sztuczny satelita wprowadzony na orbitę okołoziemską w ramach programu Interkosmos. Był to siostrzany satelita Interkosmosu 20. Został wyprodukowany przez KB Jużnoje.

## Misja
6 lutego 1981 roku satelita został wystrzelony na orbitę o początkowych parametrach: perygeum – 474 km, apogeum – 520 km. Satelita okrążał Ziemię w czasie 94,5 minuty i poruszał się po orbicie nachylonej do płaszczyzny równika pod kątem 74 stopni. W budowie uczestniczyli naukowcy z ZSRR, WRL, Rumunii, NRD i CSRR. NRD, Kuba i Mongolia brały udział w prowadzeniu obserwacji i analizie informacji napływających z Interkosmosu 21.
Celem misji satelity było doskonalenie kompleksowych badań oceanów i powierzchni Ziemi oraz testowanie eksperymentalnego systemu automatycznego zbierania informacji naukowych ze stacji morskich i lądowych.